# Billaea lativentris
Billaea lativentris är en tvåvingeart som beskrevs av Fritz Isidore van Emden 1947. Billaea lativentris ingår i släktet Billaea och familjen parasitflugor.
Artens utbredningsområde är Kenya. Inga underarter finns listade i Catalogue of Life.